# خانه اردلان
خانه اردلان مربوط به دوره قاجار است و در شهرستان تویسرکان، روستای اشتران واقع شده و این اثر در تاریخ ۱۳۸۳/۱۱/۱۰ با شمارهٔ ثبت ۱۱۳۷۸ به‌عنوان یکی از آثار ملی ایران به ثبت رسیده است. خاندان اردلان تویسرکان از نسل خوانین اردلان کردستان هستند.